# Programma Aanpak Stikstof
Het Programma Aanpak Stikstof (PAS) was een programma van de Nederlandse overheid dat werd gebruikt ter  bescherming van natuurgebieden van het Europese Natura 2000 programma. Het programma werd ingevoerd in 2015. Het programma omvatte maatregelen om de stikstofdepositie in de aangewezen natuurgebieden te verminderen om zo stikstofproblematiek tegen te gaan. In 2019 werden echter vergunningen op basis van het PAS door de Raad van State ongeldig verklaard, wat leidde tot de zich voortslepende stikstofcrisis.

## Ontstaansgeschiedenis
In 2008 schoot de Afdeling bestuursrechtspraak van de Raad van State het Toetsingskader ammoniak en Natura 2000 af, waardoor vergunningsaanvragen waarbij stikstof vrijkomt moeilijker behandeld konden worden. PvdA-Kamerlid Diederik Samsom en CDA-Kamerlid Ger Koopmans voegden daarom in 2009 een amendement over de stikstofaanpak toe aan de Crisis- en herstelwet. Door ambtenaren van het ministerie van Economische Zaken werd dit in 2011 omgezet in het Programma Aanpak Stikstof, gesteund door staatssecretaris Henk Bleker. In 2011 en later nogmaals in 2012 uitte de Commissie voor de milieueffectrapportage zich kritisch op het voorstel, wat volgens hen juridisch onhoudbaar was. Ook rapporten van de Raad van State en de Commissie Versnelling en Verbetering Besluitvorming Infrastructuur kwamen tot dezelfde conclusie. Uiteindelijk wist staatssecretaris Sharon Dijksma in 2014 het wetsvoorstel toch aangenomen te krijgen, waarna het programma in 2015 inging.

## Werking
Het Programma Aanpak Stikstof beoogde zowel de bestaande overmaat aan stikstofverbindingen in natuurgebieden te verwijderen als ook nieuwe deposities in natuurgebieden te verminderen. Het PAS werd tevens bij het verlenen van vergunningen gebruikt, waarbij vooruitgelopen werd op toekomstige vermindering van de stikstofdepositie. Op Schiermonnikoog sloten de 7 boeren onderling en met de minister een collectieve afspraak zodat aan de PAS-normen op het eiland zou worden voldaan. Hoewel het aantal koeien met 38% werd verlaagd, steeg de ammoniakbelasting. Minister Christianne van der Wal zeg geen reden haar beleid te herzien. Aanleiding voor het project was de opdracht van de provincie Fryslan om de stikstofuitstoot vanuit de landbouw op het eiland met 30% te verminderen.

## Ongeldigheid vergunningen (2019)
De Raad van State stelde een aantal prejudiciële vragen aan het Europees Hof, dat in november 2018 nadere uitleg gaf over de relevante bepalingen van de Habitatrichtlijn. Op 29 mei 2019 sprak de Raad van State op basis daarvan dat het gebruik van de PAS bij vergunningverlening ongeldig was vanwege het vooruitlopen op toekomstige vermindering van de stikstofdepositie. De ongeldigheid van de PAS leidde tot de stikstofcrisis, omdat zo'n 18.000 plannen voor ruimtelijke ontwikkeling of vergunningen voor bedrijven moesten worden stilgelegd. Minister Carola Schouten schortte diezelfde dag de vergunningsverlening via PAS op en concludeerde in juni 2019 dat het PAS voor vergunningsverlening onbruikbaar was geworden.

### PAS-melders
Onder de PAS waren er bedrijven die geen vergunning hoefden aan te vragen omdat de uitstoot beperkt was, maar konden volstaan met een melding van de berekende stikstofbelasting. Door de uitspraak van de Raad van State werden deze bedrijven opeens wel vergunningsplichtig. Vervolgens verordonneerde de Raad van State openbaarmaking van de bedrijfsadres gegevens. Echter was er ook niet de stikstofruimte om de PAS-melders een vergunning te verlenen. De Nederlandse overheid werkt daarom aan een legalisatieprogramma om dit alsnog te kunnen regelen. In het legalisatieprogramma staat beschreven op welke wijze er toestemming verleend kan worden voor vergunningsplichtige activiteiten en welke maatregelen nodig zijn voor het creëren van stikstofruimte. Op 15 juli 2022 trok het kabinet versneld 250 miljoen uit voor legalisatie van PAS-melders. In Overijssel stond de provincie in november 2022 op het punt toch flinke boetes uit te moeten gaan delen aan deze PAS-melders, vanwege rechterlijke uitspraken. Op 22 november 2022 kwam het kabinet met het plan naar buiten de 2000 tot 3000 grootste stikstofvervuilers bij natuurgebieden 120% vergoeding te bieden met het doel dat de getroffen PAS-melders gelegaliseerd kunnen worden. Op 2 mei 2023 gaf Brussel haar goedkeuring. De Gedeputeerde Staten van Limburg legaliseerde november 2022 als eerste in Nederland zes PAS-melders.
De Raad van State gaf in een oordeel over 3 concrete gevallen op 28 februari 2024 de provincies tot medio 2025 de tijd om handhavend op te treden. Op 29 november 2024 kwam naar buiten dat minister Femke Wiersma de PAS-melders nog 3 jaar langer wil blijven ontzien. Maar milieuvereniging  MOB besloot op 10 juni 2025 per provincie beginnend met Limburg successievelijk 10 PAS-melders voor de rechter te brengen. Dit op grond van de eerdere uitspraak van de Raad van State.